# 加布里埃尔·梅尔坎
加布里埃尔·梅尔坎（Gabriel Melkam，1980年3月13日—），生于拉哥斯，尼日利亞职业足球运动员，持有德国护照。

## 中国联赛生涯
2006年梅尔坎开始在中国联赛踼球，首支効力的中国球队是廈門藍獅。
在2007年4月，他被赛会以在对河南建业的比赛不规矩地显露出印有“中国超级足球联赛全体裁判员是诈欺”("All Referee of Chinese Super League were cheat." )的T-Shirt，被罚5000元人民币及停赛3场。
2010年，梅尔坎拒绝和长春亚泰续约并加盟广州恒大队。
2011年3月，青岛中能与梅尔坎签订了半年+半年合同(先签半年，半年合同到期后得到认可就续约，否则解约)。

## 国家队生涯
他代表尼日利亞U20以第二名完成1999年非洲青年足球錦標賽，及以四強出局完成1999年世界青年足球錦標賽。